# Heaste
Heaste (Schots-Gaelisch: Heasta) is een dorp ten zuiden van Broadford op het eiland Skye in de Schotse lieutenancy Ross and Cromarty in het raadsgebied Highland.